# Кисловодськ (станція)
Кислово́дськ (рос. Кисловодск) — тупикова залізнична станція Північно-Кавказької залізниці на двоколійній електрифікованій лінії  Мінеральні Води — Кисловодськ (завдожки 64 км). Розташована у місті Кисловодськ Ставропольського краю.

## Історія
17 травня 1894 року відкритий регулярний рух поїздів на дільниці Мінеральні Води — Кисловодськ.
1936 року станція електрифікована постійним струмом (=1,5 кВ). У листопаді 1936 року від станції Мінеральні Води здійснив тестовий рейс перший електропоїзд. Живлення енергією відбувалось від Баксанської ГЕС — першої найбільшої гідроелкетростанції Північного Кавказу.
1964 року станція  переведена на змінний струм (=3 кВ), що сприяло курсування поїздів під тягою двосистемних електровозів типу ВЛ61Д та ВЛ82, до Мінеральних Вод курсували електропоїзди постійного струму. 2006 року ця дільниця переведена на змінний струм (~25 кВ) і понині використовуються  електропоїзди змінного струму.

## Інфраструктура
Станція тупикового типу з 4 високими й 1 низькою платформами, між якими прокладено по одній колії. Прохід на платформу приміських електропоїздів здійснюєтся через турнікети. Будівля вокзалу розташована ліворуч від колії. За 1,5 км на північ від платформ, поруч із зупинним пунктом Минутка, розташований відстійний парк для локомотивів та составів поїздів.

## Пасажирське сполучення
Приміські електроїзди:
| №    | Маршрут сполучення            | №    | Маршрут сполучення            |
| ---- | ----------------------------- | ---- | ----------------------------- |
| 6101 | Кисловодськ — Мінеральні Води | 6102 | Мінеральні Води — Кисловодськ |
| 6103 | Кисловодськ — Мінеральні Води | 6104 | Мінеральні Води — Кисловодськ |
| 6105 | Кисловодськ — Мінеральні Води | 6106 | Мінеральні Води — Кисловодськ |
| 6107 | Кисловодськ — Мінеральні Води | 6108 | Мінеральні Води — Кисловодськ |
| 6109 | Кисловодськ — Мінеральні Води | 6110 | Мінеральні Води — Кисловодськ |
| 6111 | Кисловодськ — Мінеральні Води | 6112 | Мінеральні Води — Кисловодськ |
| 6113 | Кисловодськ — П'ятигорськ     | 6122 | П'ятигорськ — Кисловодськ     |
| 6115 | Кисловодськ — Мінеральні Води | 6114 | Мінеральні Води — Кисловодськ |
| 6117 | Кисловодськ — Мінеральні Води | 6116 | Мінеральні Води — Кисловодськ |
| 6119 | Кисловодськ — Мінеральні Води | 6118 | Мінеральні Води — Кисловодськ |
| 6121 | Кисловодськ — Мінеральні Води | 6120 | Мінеральні Води — Кисловодськ |
| 6123 | Кисловодськ — Мінеральні Води | 6124 | Мінеральні Води — Кисловодськ |
| 6125 | Кисловодськ — Лермонтовська   | 6132 | Лермонтовська — Кисловодськ   |
| 6127 | Кисловодськ — Мінеральні Води | 6126 | Мінеральні Води — Кисловодськ |
| 6129 | Кисловодськ — Мінеральні Води | 6128 | Мінеральні Води — Кисловодськ |
| 6131 | Кисловодськ — П'ятигорськ     | 6136 | П'ятигорськ — Кисловодськ     |
| 6133 | Кисловодськ — Мінеральні Води | 6130 | Мінеральні Води — Кисловодськ |
| 6135 | Кисловодськ — Мінеральні Води | 6134 | Мінеральні Води — Кисловодськ |
| 6137 | Кисловодськ — Мінеральні Води | 6138 | Мінеральні Води — Кисловодськ |
| 6139 | Кисловодськ — Мінеральні Води | 6140 | Мінеральні Води — Кисловодськ |
| 6141 | Кисловодськ — Лермонтовська   | 6146 | Лермонтовська — Кисловодськ   |
| 6143 | Кисловодськ — Мінеральні Води | 6142 | Мінеральні Води — Кисловодськ |
| 6145 | Кисловодськ — Мінеральні Води | 6144 | Мінеральні Води — Кисловодськ |
| 6147 | Кисловодськ — Мінеральні Води | 6148 | Мінеральні Води — Кисловодськ |
| 7201 | Кисловодськ — Мінеральні Води | 7202 | Мінеральні Води — Кисловодськ |
| 7203 | Кисловодськ — Мінеральні Води | 7204 | Мінеральні Води — Кисловодськ |
| 7205 | Кисловодськ — Мінеральні Води | 7206 | Мінеральні Води — Кисловодськ |
| 7206 | Кисловодськ — Мінеральні Води | 7208 | Мінеральні Води — Кисловодськ |

Поїзди далекого сполучення:
| №                        | Маршрут сполучення            | №                        | Маршрут сполучення            |
| ------------------------ | ----------------------------- | ------------------------ | ----------------------------- |
| 3 «Двоповерховий Кавказ» | Кисловодськ — Москва          | 4 «Двоповерховий Кавказ» | Москва — Кисловодськ          |
| 45                       | Кисловодськ — Єкатеринбург    | 46                       | Єкатеринбург — Кисловодськ    |
| 49                       | Кисловодськ — Санкт-Петербург | 50                       | Санкт-Петербург — Кисловодськ |
| 59                       | Кисловодськ — Новокузнецьк    | 60                       | Новокузнецьк — Кисловодськ    |
| 97                       | Кисловодськ — Тинда           | 98                       | Тинда — Кисловодськ           |
| 111                      | Кисловодськ — Орськ           | 112                      | Орськ — Кисловодськ           |
| 143                      | Кисловодськ — Москва          | 144                      | Москва — Кисловодськ          |
| 175                      | Кисловодськ — Воронеж         | 176                      | Воронеж — Кисловодськ         |
| 367                      | Кисловодськ — Кіров           | 368                      | Кіров — Кисловодськ           |
| 425                      | Кисловодськ — Сімферополь     | 426                      | Сімферополь — Кисловодськ     |
| 643                      | Кисловодськ — Адлер           | 644                      | Адлер — Кисловодськ           |
| 681                      | Кисловодськ — Мінеральні Води | 682                      | Мінеральні Води — Кисловодськ |
| 809 «Ластівка»           | Кисловодськ — Ростов-на-Дону  | 810 «Ластівка»           | Ростов-на-Дону — Кисловодськ  |
| 817 «Ластівка»           | Кисловодськ — Краснодар       | 818 «Ластівка»           | Краснодар — Кисловодськ       |

Сезонний рух поїздів:
| №   | Маршрут сполучення   | №   | Маршрут сполучення   |
| --- | -------------------- | --- | -------------------- |
| 183 | Кисловодськ — Москва | 184 | Москва — Кисловодськ |
| 253 | Кисловодськ — Ростов | 254 | Ростов — Кисловодськ |
| 927 | Кисловодськ — Гагра  | 928 | Гагра — Кисловодськ  |

Зміни руху у пасажирському сполученні:
- 1 листопада 2011 року призначений новий пасажирський поїзд № 367/368 до станції Кіров.
- 21 січня 2012 року скасований пасажирський поїзд № 489/490 до станції Сімферополь.
- 27 травня 2012 року скасований пасажирський поїзд № 361/362 до станції Самара.
- 26 травня 2013 року змінена нумерація та категорія пасажирського поїзда з № 629/630 на № 69/70 до Ростова.
- 26 травня 2013 року скасований пасажирський поїзд № 419/420 до станції Орськ.
- 26 травня 2013 року скорочений маршрут руху пасажирського поїзда № 355/356 Мінськ — Кисловодськ до станції Мінеральні Води та змінена нумерація на № 445/446.
- 1 червня 2014 року скасований пасажирський поїзд № 269/270) до станції Тамбов.
- 1 червня 2014 року змінена категорія пасажирського поїзда № 197/198 на № 57/58 до станції Іркутськ-Пасажирський.
- 1 червня 2014 року змінена категорія пасажирського поїзда № 193/194 на № 113/114 до станції Челябінськ.
- 1 червня 2014 року скасований швидкий поїзд № 27/28 до Москви, що прямував територією України.
- 26 червня 2014 року призначений новий швидкий поїзд сезонного курсування № 117/118 до станції Челябінськ.
- 18 серпня 2014 року скасований швидкий поїзд «Каштан» № 25/26 до станції Київ-Пасажирський.
- 1 вересня 2014 року скасований сезонний швидкий поїзд № 117/118 до станції Челябінськ.
- 1 червня 2015 року пасажирський поїзд № 643/644 Кисловодськ — Адлер переведений до категорії «фірмовий поїзд».
- 1 травня 2017 року змінена нумерація та категорія пасажирського поїзда з № 69/70 на № 809/810, що прямує до станції Ростов-Головний, також змінений рухомий склад на електропоїзди «Ластівка».
- 8 грудня 2018 року призначений швидкий поїзд № 367/368 до станції Орськ[2].
- 9 грудня 2018 року змінений кінцевий пункт прибуття поїзда № 144/143 Кисловодськ — Москва, який прибуває на Курський вокзал замість Казанського вокзалу.
- 29 червня 2020 року призначений пасажирський поїзд № 525/526 до станції Сімферополь[3].
- 16 січня 2021 року призначений новий швидкий двоповерховий поїзд № 175/176) до станції Воронеж I[4].
- 3 та 10 травня 2021 року на станцію прибував туристичний поїзд № 929/930 Москва-Павелецька — Кисловодськ — Москва-Київська[5].

## Галерея

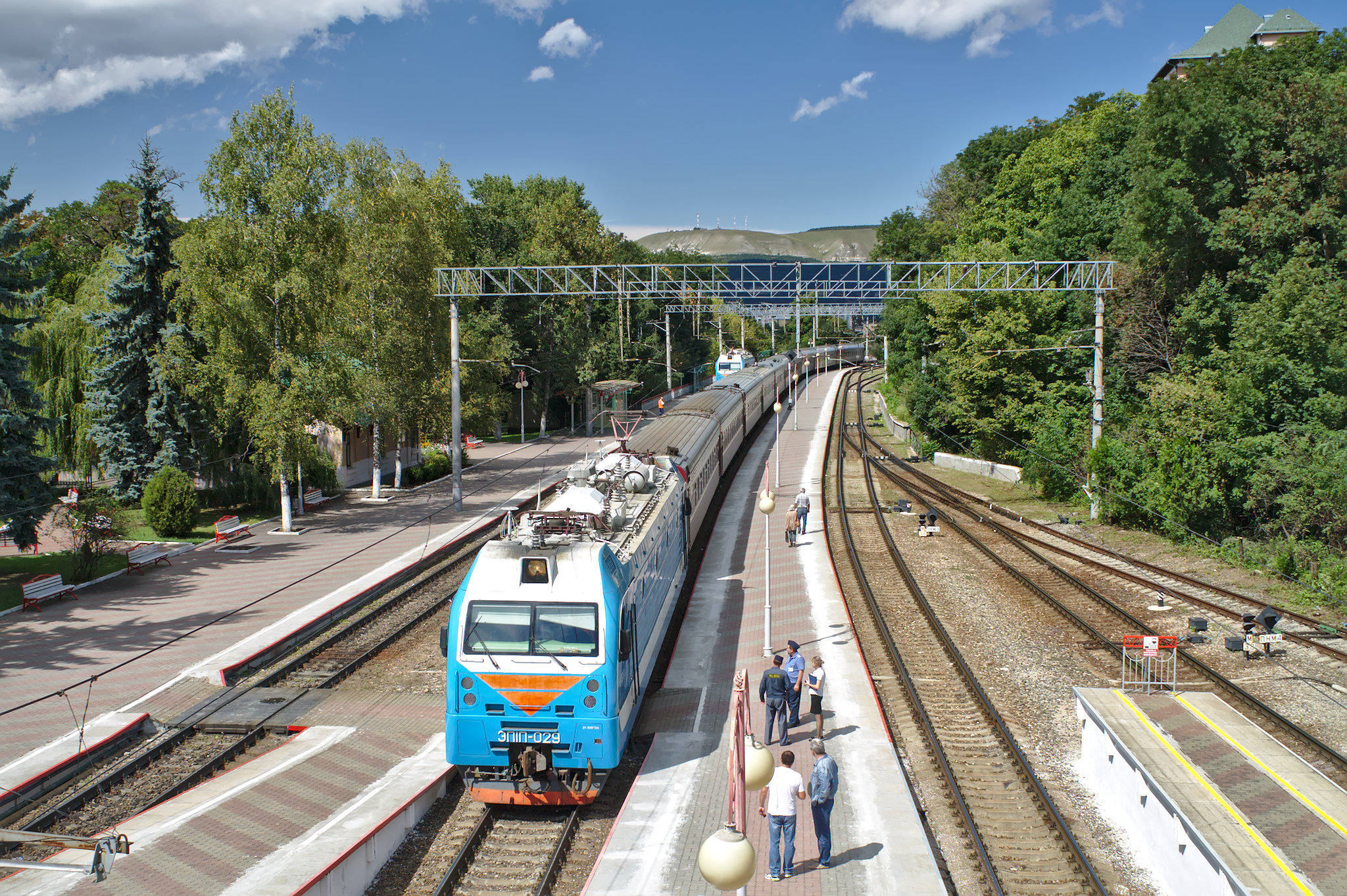
ЕП1п-029 з поїздом Єкатеринбург — Кисловодськ
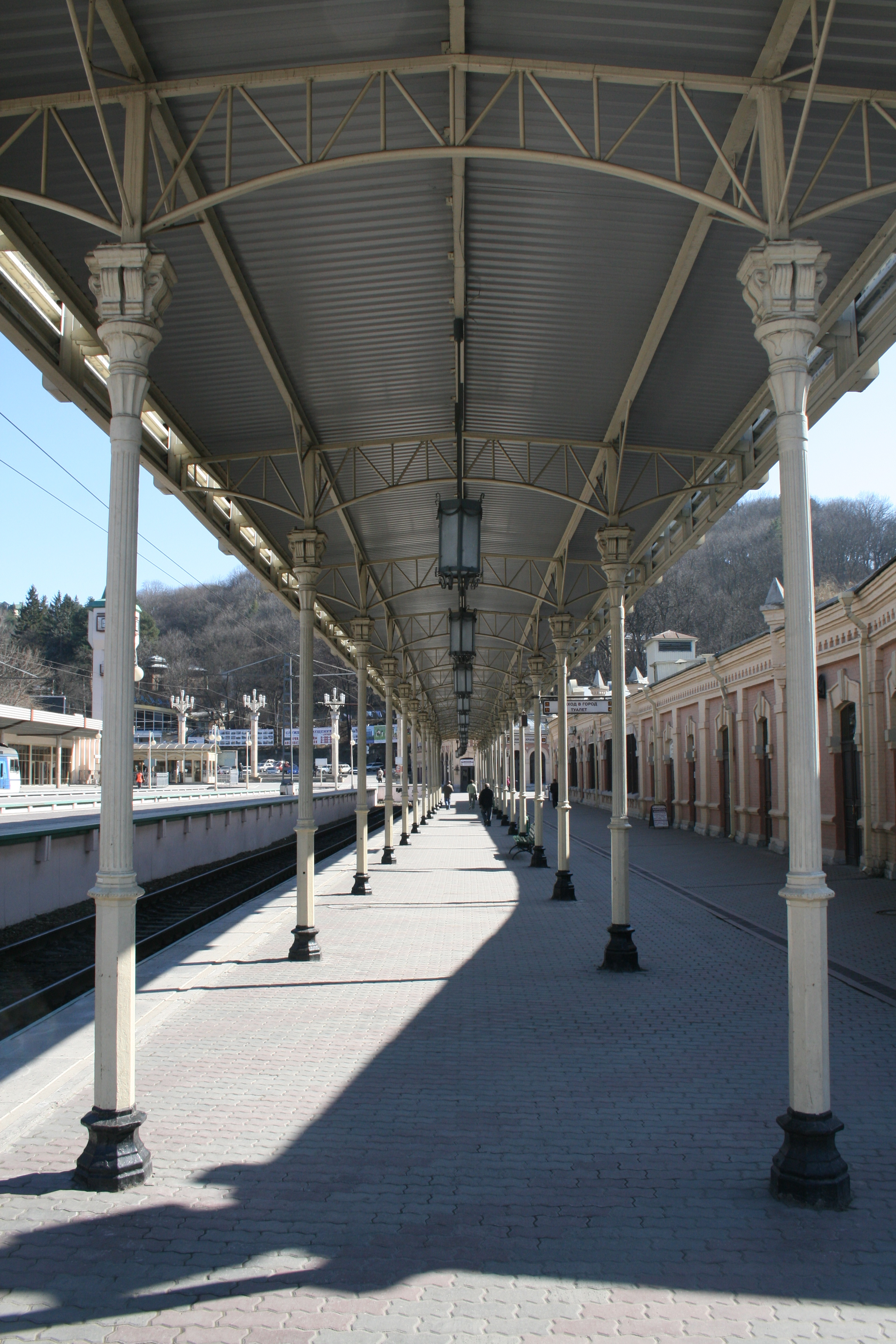
Перон станції
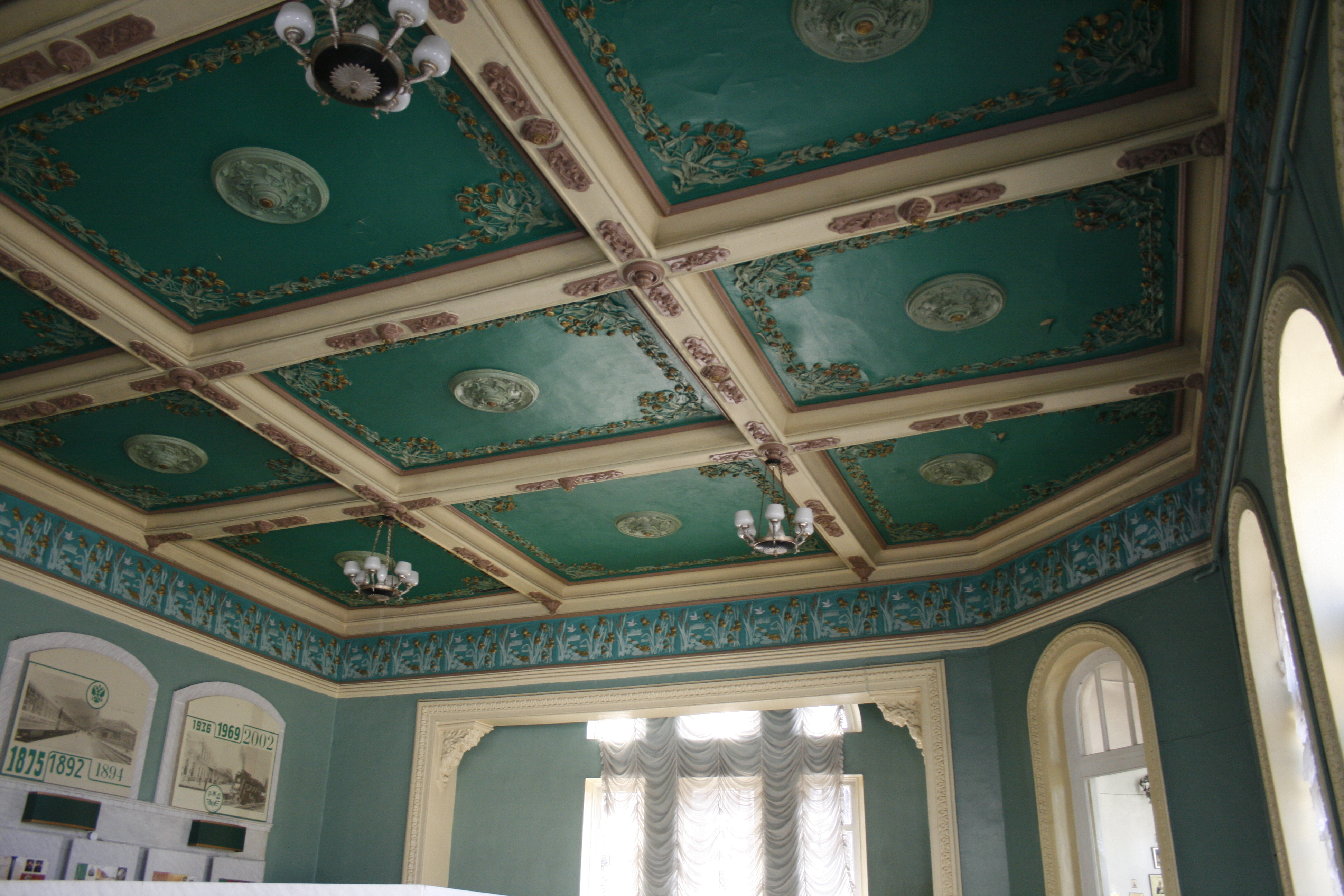
Фрагмент інтер'єру вокзалу